# Friðriksson
Friðriksson ist ein isländischer Name.

## Herkunft und Bedeutung
Der Name ist ein Patronym und bedeutet Sohn des Friðrik. Die weibliche Entsprechung ist Friðriksdóttir (Tochter des Friðrik).

## Namensträger
- Ásmundur Friðriksson (* 1956), isländischer Politiker (Unabhängigkeitspartei)
- Bjarni Friðriksson (* 1956), isländischer Judoka
- Friðrik Þór Friðriksson (* 1954), isländischer Regisseur
- Halldór Kristján Friðriksson (1819–1902), isländischer Politiker
- Hanna Katrín Friðriksson (* 1964), isländische Politikerin
- Theódór Friðriksson (1876–1948), isländischer Schriftsteller
- Valgeir Lunddal Friðriksson (* 2001), isländischer Fußballspieler